# Gonomyia (Leiponeura) baiame
Gonomyia (Leiponeura) baiame is een tweevleugelige uit de familie steltmuggen (Limoniidae). De soort komt voor in het Australaziatisch gebied.